# منشأة بخاتي
منشأة بخاتي إحدى قرى مركز شبين الكوم التابع لمحافظة المنوفية بجمهورية مصر العربية.

## التاريخ
كانت قرية «منشأة بخاتي» في الأصل من توابع قرية بخاتي، ولكن تم فصلها عن زمام قرية «بخاتي» كقرية مستقلة في سنة 1228هـ/1813م.

## السكان
بلغ عدد سكان منشأة بخاتي 6,147 نسمة، حسب الإحصاء الرسمي لعام 2006.